# Koch (architecture)
Le koch (en ouzbek : Qo'sh) est un ensemble architectural. Il apparaît comme une technique urbanistique dans l'architecture médiévale de l'Asie centrale : deux structures bâties de médersas, de mosquées, de caravansérails, sont disposées sur le même axe avec des façades principales se faisant face.
Parmi les ensembles koch, il n'en existe pas dont la réception des deux bâtiments aux façades opposées s'est faite en même temps. L'écart entre l'installation des deux parties de l'ensemble varie dans le temps, de dizaines voire de centaines d'années.

## Histoire
L'historienne russe V. Voronina voit dans la structure d'un bâtiment résidentiel de la vieille ville de Pendjikent au Tadjikistan le prototype de la combinaison médiévale traditionnelle du koch.
Sergueï Khmelnitski (ru) considérait que le plus ancien témoignage de la composition urbanistique koch se trouvait au Régistan de Boukhara, où, sous les Samanides, a été construit le palais avec portail que le géographe médiéval persan Istakhri considérait comme le plus majestueux dans le monde de l'islam. Le portail faisait face à l'entrée par la Citadelle Ark de Boukhara.
En raison des nombreuses conséquences des invasions mongoles en Asie centrale, non seulement les ensembles architecturaux hypothétiques des villes datant des XIe siècle-XIIe siècle ne sont pas parvenus jusqu'à nous, mais les principes urbanistiques et architecturaux selon lesquels ils étaient créés non plus.
Dans les plans de la ville du sud de la Turquie Khourmouzfar, l'orientaliste russe Mikhaïl Masson (1897-1986) a repéré deux caravansérails de l'époque pré-mongole, se trouvant dans un système d'implantation koch, mais séparés, apparemment, par le mur de la ville.
La mode de la disposition koch des édifices devient très populaire en Asie centrale à partir du XIVe siècle.
À l'époque de Timour, sont édifiés les ensembles koch de la mosquée Bibi-Khanym et de la médersa Bibi-Khanym (ru).
Les chercheurs ouzbeks ont montré que la Médersa d'Ulugh Beg (Guijdouvan) formait un ensemble koch avec le mausolée d'un éminent fondateur du mouvement religieux Khvadjagan, au sein du soufisme, Abdul Khaliq Ghijduwani (en).
Au XVIe siècle sont édifiés : l'ensemble koch de Boukhara formé par la Médersa Mir-i Arab et la mosquée Kalon ; la médersa Modarikhon et la médersa Abdoula-khan (ru) ; la grande et la petite médersa de Gozion (ru). Dans la construction de l'ensemble de Boukhara aux XVIe siècle-XVIIe siècle est édifiée une combinaison koch qui jumèle un ensemble commercial, le bazar Tim Abdoulla-khan, avec un caravansérail.
Avec la construction du mausolée mausolée Nadjimetdin (ru) à Kounia-Ourguentch, le sultan Ali a créé un nouvel ensemble koch.

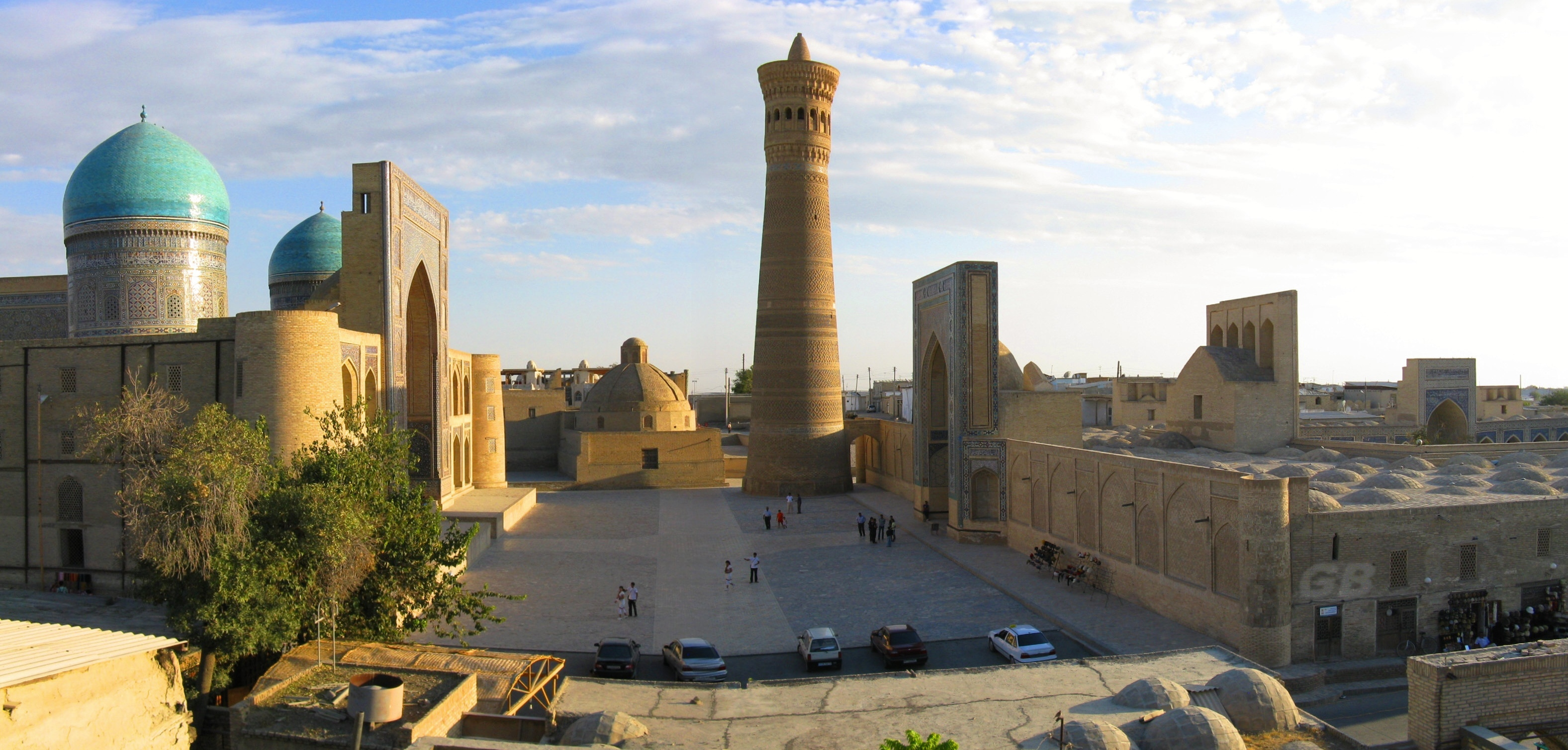
Ensemble architectural Po i Kalon : la Médersa Mir-i Arab et la mosquée Kalon se faisant face.
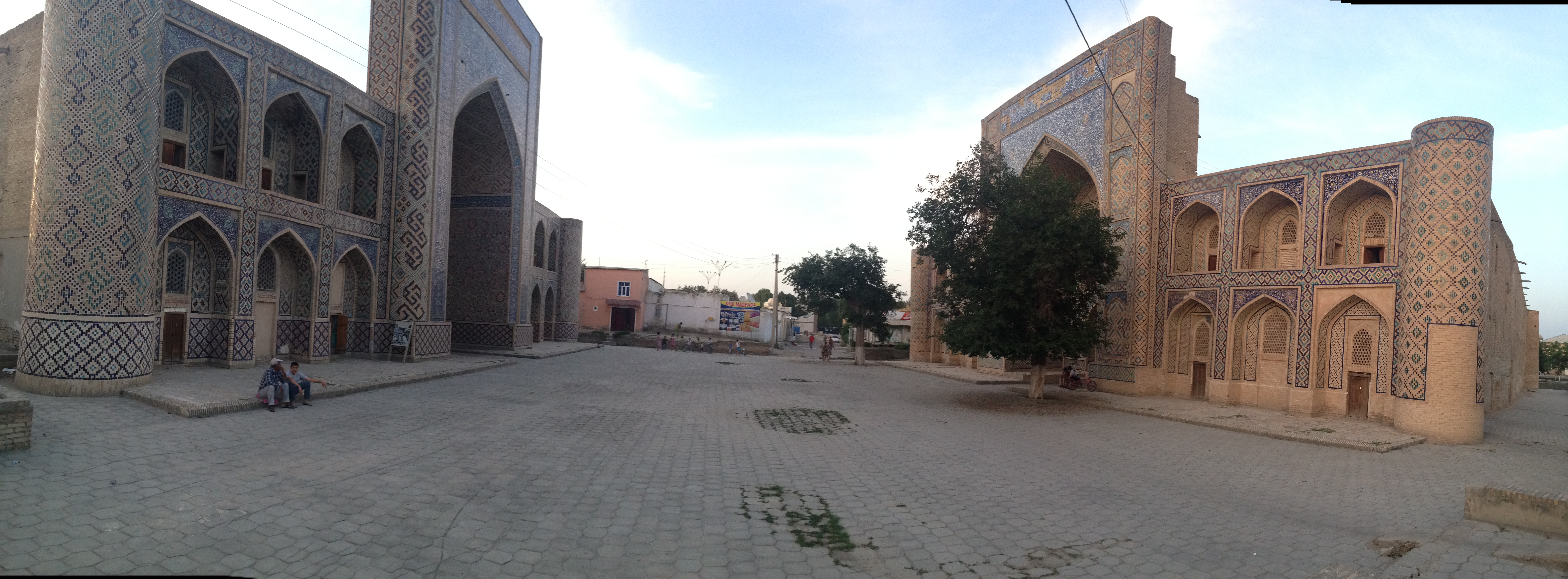
Ensemble Koch-médersa (ru) : Médersa Modarikhon et médersa Abdoula-khan (ru).
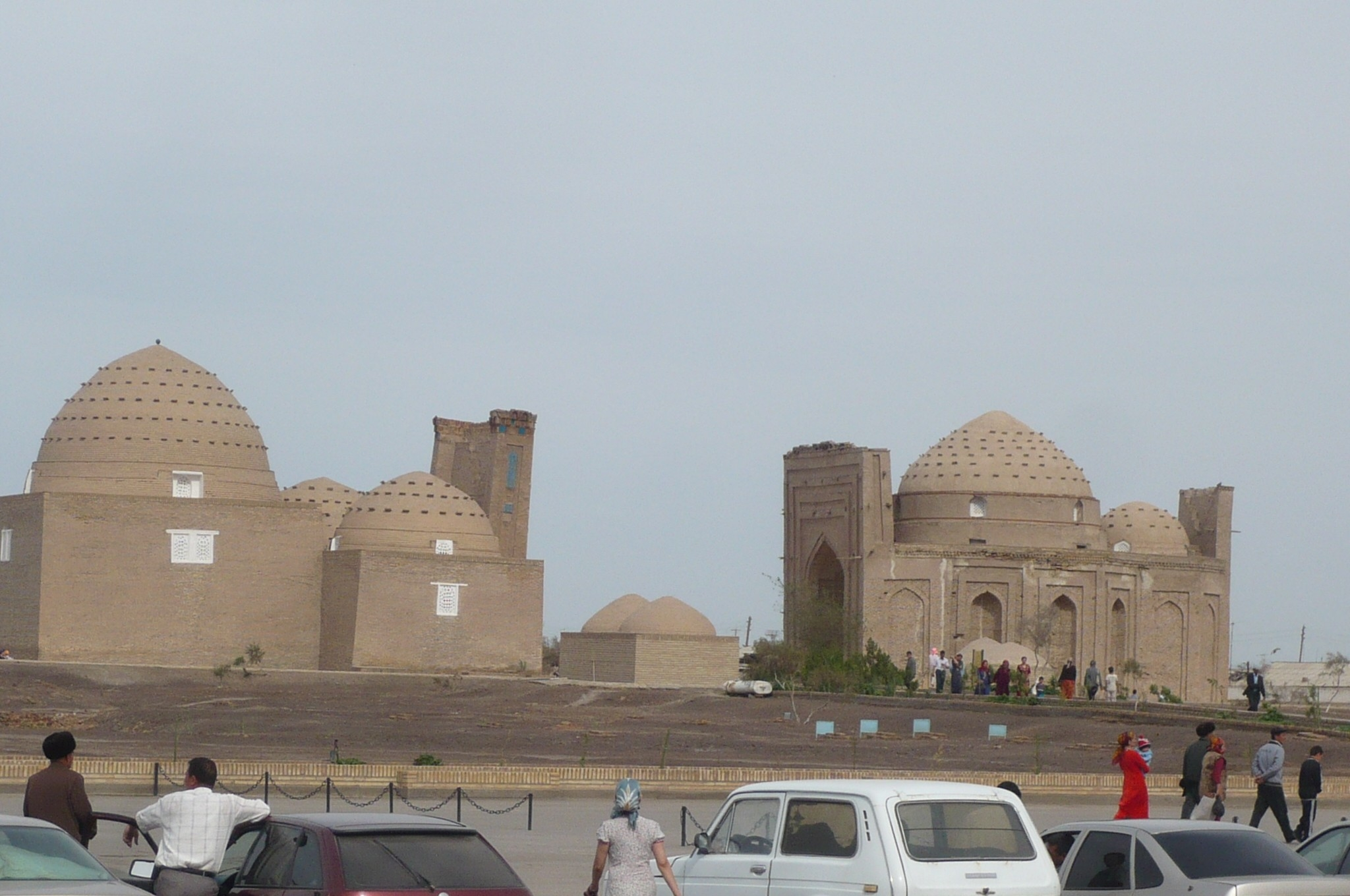
Mausolée Nadjimetdin Koubry (ru)

Au XVIIe siècle, avec la construction de la Médersa d'Ulugh Beg et de la Médersa Cher-Dor, avec la Médersa d'Ulugh Beg (Boukhara) et la Médersa Abdoullaziz Khan, avec la médersa Validaï Abdoulazis-khan et la médersa Djouïbari Kalon ont été créés de nouveaux ensembles koch.
Au XIXe siècle, l'ensemble koch de médersas à Khiva est composé de deux grandes écoles : médersa Koutloug-Mourad-inaka et la médersa Alla Kouli Khan.